# 브라더스 유니언
브라더스 유니언은 방글라데시의 축구단이다. 현재 방글라데시 프리미어리그에 참가하고 있다.

## 우승
- 방글라데시 페더레이션컵: 1980*, 1991, 2005

## 선수 명단

### 현역
참고: FIFA 자격 규정에 따라 소속된 국가대표팀 국기를 표시합니다. 선수는 복수의 FIFA 비회원국 국적을 가지고 있을 수 있습니다.
| 번호 | 포지션 | 국적       | 이름             |
| ---- | ------ | ---------- | ---------------- |
| 11   | FW     | 방글라데시 | 마부버 라만 수필 |
| 15   | FW     | 감비아     | 맥시 세세이      |

| 번호 | 포지션 | 국적 | 이름 |
| ---- | ------ | ---- | ---- |

## 역대 감독
| 감독        | 임기   |
| ----------- | ------ |
| 오마르 시세 | 2024   |
| 오마르 시세 | 2024 ~ |

틀:브라더스 유니언 선수 명단